# NGC 2067
NGC 2067 је рефлексиона маглина у сазвежђу  Орион која се налази на NGC листи објеката дубоког неба.
Деклинација објекта је + 0° 7' 54" а ректасцензија 5h 46m 32,0s. Привидна величина (магнитуда) објекта NGC 2067 износи 13,1. NGC 2067 је још познат и под ознакама DG 79.